# Sanda Toma (canotaj)
Sanda Urichianu Toma	 (n. 24 februarie 1956, Ștefănești, Botoșani, România) este o fostă sportivă care a obținut medalia de aur în proba de schif simplu feminin la Olimpiada de la Moscova din 1980. La Campionatele Mondiale din 1979 și 1981 a câștigat medalia de aur.
Sanda Toma este conferențiar universitar doctor, în prezent decan la Facultatea de Educație Fizică și Sport din cadrul Universității Româno-Americane din București.

## Distincții
- Ordinul „Meritul Sportiv” clasa I (15 aprilie 1981) „pentru rezultatele deosebite obținute la Jocurile olimpice de vară de la Moscova — 1980, precum și pentru contribuția adusă la dezvoltarea activității sportive și la creșterea prestigiului sportului românesc pe plan internațional”[6]